# NON-STOP おニャン子
『NON-STOP おニャン子』（ノン・ストップ・おニャンこ）は、おニャン子クラブのベスト・アルバム。1986年12月21日発売。発売元はポニーキャニオン。

## 解説
元々はコンパクトカセット限定で発売された、レコード会社主導の企画作品。おニャン子クラブ名義ではあるが、ソロや別ユニットの楽曲も含む、オムニバス的なアルバム。なお、ソロ楽曲であっても発売元のポニーキャニオンから発売された音源のみで構成、原盤権を他社が持つ音源は未収録。
楽曲と楽曲の導入部とアウトロが、メンバー同士のおしゃべりや効果音、アレンジの補足等で繋げている。ただし、そのおしゃべりは取り立てて楽曲の内容とは関係ないもの。同様の企画盤をチェッカーズやTHE ALFEE等も発売した。
1993年11月19日にCD版がリリース。この際、7曲目と8曲目の間のおしゃべりが「CDだからひっくり返さなくてもいいんだよ。」「ねっ！！」「あたし持ってない…」に変更された。1993年時点ではすでにおニャン子クラブは解散しているため、制作時にCD版のリリースを想定して収録されたものと思われる。
（事実、CTとCDの発売日はTHE ALFEEや田原俊彦等も同日ではなかった）

## 収録曲
1. 早口言葉でサヨナラを
  - 作詞: 秋元康、作曲・編曲: 佐藤準

歌: おニャン子クラブ、アルバム初収録。
フロントボーカル：富川春美・岩井由紀子・布川智子・渡辺満里奈
2. 恋はくえすちょん
  - 作詞: 秋元康、作曲・編曲: 見岳章

歌: おニャン子クラブ、シングル（1986.11.1）。
3. うしろゆびさされ組
  - 作詞: 秋元康、作曲: 後藤次利、編曲: 佐藤準

歌: うしろゆびさされ組、シングル（1985.10.5）。
4. LIKE A CHERRY BOY
  - 作詞: 秋元康、作曲: 後藤次利、編曲: 佐藤準

歌: おニャン子クラブ、アルバム『KICK OFF』（1985.9.21）収録曲。
5. 風のInvitation
  - 作詞: 秋元康、作曲: 高橋研、編曲: 佐藤準

歌: 福永恵規、シングル（1986.5.21）。
6. 蒼いメモリーズ
  - 作詞: 売野雅勇、作曲・編曲: 芹澤廣明

歌: 内海和子、シングル（1986.11.17）。
7. 真赤な自転車
  - 作詞: 秋元康、作曲: 高橋研、編曲: 佐藤準

歌: おニャン子クラブ、アルバム『KICK OFF』（1985.9.21）収録曲。
8. 渚の『・・・・・』
  - 作詞: 秋元康、作曲・編曲: 後藤次利

歌: うしろゆびさされ組、シングル（1986.8.27）。
9. セーラー服を脱がさないで
  - 作詞: 秋元康、作曲・編曲: 佐藤準

歌: おニャン子クラブ、シングル（1985.7.5）。
10. 冬のオペラグラス
  - 作詞: 秋元康、作曲・編曲: 佐藤準

歌: 新田恵利、シングル（1986.1.1）。
11. 猫舌ごころも恋のうち
  - 作詞: 秋元康、作曲・編曲: 後藤次利

歌: うしろゆびさされ組、シングル「象さんのすきゃんてぃ」（1986.5.2）B面曲。
12. アンブレラ・エンジェル
  - 作詞: 秋元康、作曲・編曲: 山川恵津子

歌: おニャン子クラブ 、アルバム『夢カタログ』（1986.3.10）収録曲。
13. シンデレラたちへの伝言
  - 作詞: 売野雅勇、作曲: 八田雅弘、編曲: Light House Project

歌: 高井麻巳子、シングル（1986.6.25）。
14. 夏休みは終わらない
  - 作詞: 秋元康、作曲: 高橋研、編曲: 佐藤準

歌: おニャン子クラブ、アルバム『PANIC THE WORLD』（1986.7.10）収録曲。

## 関連作品
- おニャン子クラブ ベスト
- MYこれ!クション おニャン子クラブBEST
- おニャン子クラブ大全集 for HiQualityCD 上・下巻 限定CD-BOX